# Novotinea carbonifera
Novotinea carbonifera är en fjärilsart som beskrevs av Walsingham 1900. Novotinea carbonifera ingår i släktet Novotinea och familjen äkta malar. Inga underarter finns listade i Catalogue of Life.